# Guillaume Farel
Guillaume Farel (Gap, 1489 – Neuchâtel, 13 settembre 1565) è stato un teologo francese.
Fu un riformatore della Svizzera francese nonché predecessore e collaboratore di Giovanni Calvino.

## Biografia
Farel dovette per i suoi studi viaggiare molto. Fu a Parigi sotto la guida di Jacques Lefèvre d'Étaples e nel 1521 a Meaux, dove era stato chiamato dal vescovo Guillaume Briçonnet, propugnatore di una riforma moderata e fedele all'ortodossia cattolica. Scacciato da Meaux nel 1523, dopo avere aderito alle nuove idee luterane, si recò a Strasburgo, Zurigo, Berna e Basilea.
In quest'ultima città, nel 1524, la sua disputa pubblica sulle differenze fra la dottrina cattolica e protestante finì con una sua grande vittoria; i suoi avversari lo costrinsero però a lasciare la città renana. Farel svolse quindi la sua attività riformatrice a Montbéliard (1525), Aigle (1526), e in tutta la Svizzera sud-occidentale con preferenza per Neuchâtel, dove la riforma fu introdotta ufficialmente nel 1530.

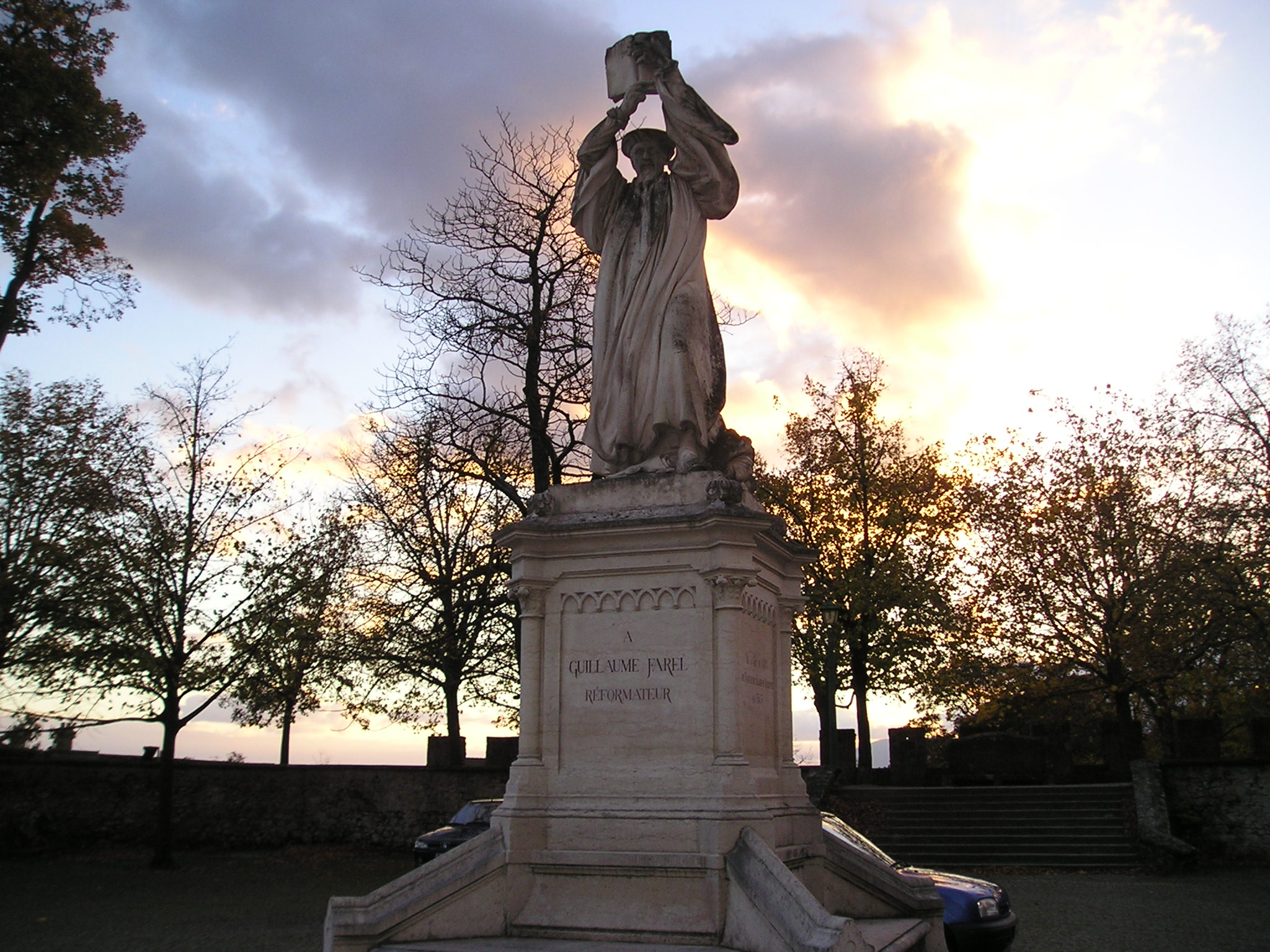
Monumento a Farel a Neuchâtel

A Ginevra nel 1533 l'attività di Farel prese una svolta decisiva: in quell'anno la città cacciò definitivamente il proprio vescovo Pierre de la Baume. L'8 agosto 1535, nonostante il divieto dei magistrati, Farel predicò per la prima volta davanti a una folla enorme. Il pomeriggio dello stesso giorno, durante i vespri, alcuni iconoclasti hanno devastato la cattedrale di Saint-Pierre distruggendo statue e lacerando immagini che non erano in conformità con il nuovo culto della riforma. Il 10 agosto 1535, la celebrazione della messa cattolica viene proibita e il 26 novembre il Consiglio dei Duecento si attribuisce il diritto di coniare moneta nel momento in cui la città è nuovamente minacciata dal Ducato di Savoia. La Riforma è definitivamente adottata a Ginevra il 21 maggio 1536 quando allo stesso tempo viene reso obbligatorio mandare i propri figli a scuola. Per affermare le nuove dottrine in città Farel fece però ancora di più: nel 1536 convinse Calvino, che passava per Ginevra, a trattenersi in quella che sarebbe divenuta la città calvinista per antonomasia.
Il 23 aprile 1538 i due riformatori furono tuttavia espulsi da Ginevra a causa del loro rigorismo: "hanno troppo zelo", si sosteneva; in particolare si rimproverava loro di ingerirsi senza titolo nella condotta dello Stato e dei singoli e di rifiutare di conformare la liturgia ginevrina a quella della Chiesa bernese (Berna era d'altronde dal 7 agosto 1536 alleata con Ginevra nella lotta contro il Ducato di Savoia).
Calvino sarebbe poi stato in seguito richiamato a Ginevra nel settembre 1541. Farel, invece, non vi ritornò più e si trasferì definitivamente a Neuchâtel, che fece diventare il centro della propria attività, causando anche lì gelosie e disordini. Farel morì a Neuchâtel nel 1565 all'età di 76 anni dopo essere tornato dalla Francia, dove aveva appena finito di svolgere la sua ultima attività missionaria.

## Il muro dei Riformatori

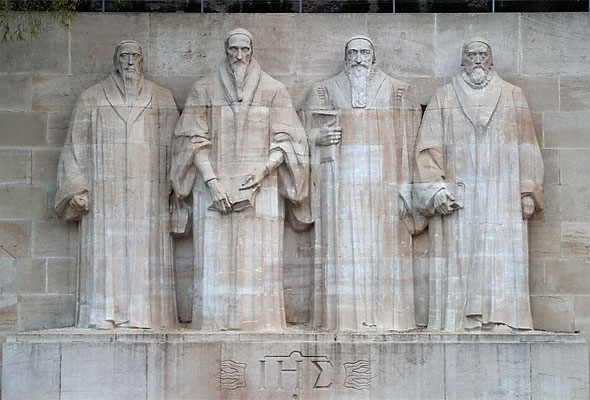
Muro dei Riformatori

Nel 1909 fu inaugurato nel centro di Ginevra il Muro dei Riformatori per commemorare il quattrocentesimo anniversario della nascita di Giovanni Calvino. Al centro del monumento sono presenti le statue dei quattro maggiori rappresentanti del Calvinismo: Teodoro di Beza, Giovanni Calvino, Guglielmo Farel e John Knox.

## Gli scritti
Farel ha lasciato vari testi, redatti nelle più disparate occasioni, i quali non hanno però particolare rilievo teologico; la sua dote principale risiedeva infatti in un'oratoria appassionata più che nella scrittura. Le opere maggiori:
- Le Sommaire (la "Sommaria Dichiarazione") (1535)[1]
- Le Glaive de l'esprit (la "spada dello spirito")
- La Sainte Cène du Seigneur (la "Cena del Signore")